# قصه‌ی ماه پنهان
قصّه‌ی ماه پنهان نمایشنامه‌ای است از بهرام بیضایی که در فروردینِ ۱۳۴۲ نوشته شده. این کار همراهِ دو نمایشنامهٔ دیگر با نام‌های عروسکها (۱۳۴۱) و غروب در دیاری غریب (۱۳۴۱) نمایشنامه‌های سه‌گانه عروسکی بیضایی را تشکیل می‌دهد.

## خلاصهٔ داستان
باز هم مرشد بساطی برپا کرده و با عروسک‌هایش نمایشی آغاز کرده. عروسک‌ها عبارتند از سیاه و دختر و مسافر. شب است و مردم شهر همگی خوابند؛ مگر دختر و سیاه. و پهلوان و دیو سال‌هاست که در جنگ با یکدیگرند. امشب هم نبرد – بیرون از صحنه – در جریان است. و بر صحنه که دختر و سیاه در او بیدارند و دلتنگ پهلوانند و دیگران همه خفته، مسافری هم در خواب است که از راه دوری آمده و جادوگری می‌داند. پهلوان و دیو به دست یکدیگر کشته می‌شوند و مردم شهر از پایان گرفتن این جدال کهن شادمانی می‌کنند. ولی دختر اندوهگین است، چراکه عمری چشم به راه پهلوان مانده و دل به او سپرده بوده است. سیاه هم غمگین می‌نماید. مسافر می‌گوید که می‌تواند پهلوان را زنده کند، به شرط آن که دیو نیز با او زنده شود. و اگر آن‌ها از زندگیِ دوباره و جنگ بی‌فرجام ناخشنود بودند می‌تواند باز بمیراندشان. امّا سیاه نمی‌خواهد که به بهای زنده شدن دیو و ادامه یافتن جنگی که سببش معلوم نیست و پایانش نیز دوست دیرینه‌اش را بازیابد. مسافر سبب این مخالفت را عشق سیاه به دختر می‌داند. دختر به زنده شدن پهلوان هرچند با قید حیات دوبارهٔ دیو رضایت می‌دهد. مسافر آن دو را به زندگی باز می‌گرداند و سیاه تا آگاه می‌شود با شمشیری مسافر را می‌کشد. در همین زمان دختر خبر می‌آورد که پهلوان و دیو راضی به زندگی نیستند. امّا اینک تنها کسی که می‌توانست دوباره جان پهلوان و دیو را بگیرد مرده، و آن‌ها مجبورند باز به جنگ بی‌پایان ادامه دهند.

## متن
قصّه‌ی ماه پنهان در فروردینِ ۱۳۴۲ نوشته شد. بیضایی در سالِ ۱۳۴۱ عروسکها و غروب در دیاری غریب را نوشته بود، و بدین ترتیب قصّه‌ی ماه پنهان سوّمین نمایشنامهٔ عروسکیِ بیضایی است. در پاییزِ ۱۳۴۲ قصّه‌ی ماه پنهان همراهِ آن دو نمایشنامهٔ عروسکیِ دیگر در کتابِ سه نمایشنامه‌ی عروسکی چاپ شد. چاپِ دوّمِ این کتاب بهارِ سالِ ۲۵۳۷ به تاریخِ شاهنشاهی در انتشاراتِ نگاه منتشر شد. صورت بازنگری‌شده‌ای از قصّه‌ی ماه پنهان در جلدِ یکُمِ دیوان نمایش (۱۳۸۲) چاپ شده است؛ و همین متن در زمستانِ ۱۳۹۴ باز با دو نمایشنامهٔ عروسکیِ دیگر به صورتِ کتابِ سه نمایشنامه‌ی عروسکی به وسیلهٔ انتشاراتِ روشنگران و مطالعات زنان طبع شد.
بیضایی در مقاله‌ای نوشته است که در تابستانِ ۱۳۲۹ یا ۱۳۳۰ در کوی دوره‌گردی با جامهٔ محلّی و با جعبه‌ای حمایل دیده است که بر بامش دو عروسک زن و مردِ رنگینِ اسب‌سوار بوده. او خیال می‌کند که عروسک‌های نمایشنامه‌های عروسکی و غیرعروسکیش ممکن است از این دیدارِ کودکانه ملهم بوده باشد.

## در چشمِ دیگران
جلال آل احمد این نمایش را سخت نکوهیده و پس از اشارتی به تأثّرِ بیضایی از نمایش مشرق‌زمین، که فی حدّ ذاته می‌پسندد، می‌نویسد:
اما مطلب اساسی در این است که حضرت بیضایی درین نمایش دوم دارد خباثت ظلم روی زمین را به آسمان تحویل میکند. . . . پس من و تو چکاره‌ایم؟ پس یعنی شانه خالی کردن؟ یا دهن‌کجی؟ یا ادای خیام؟ ... هیچکدام. بلکه احساس زبونی. و این حد اعلای اعتراف روشنفکر جماعت! . . . حضرت بیضائی ایضاً باید بداند که بر مبنای وجود ذیجود خویشتن «جهان» را ساختن و دیدن − یعنی ادای میخ طویلهٔ خر ملا نصرالدین را درآوردن. گذشته ازینکه اینجا آدمیزادها باندازهٔ کافی قضا و قدری هستند من و تو دیگر نمک این آش را نیفزاییم.
بیضایی به این گفتهٔ آل احمد واکنشی نشان نداد، و دوستی آل احمد و بیضایی تا هنگام مرگ آل احمد برقرار بود؛ تا سرانجام حدود پنجاه سال پس از نوشتهٔ آل احمد، بیضایی در گفتگویی با ماهنامهٔ اندیشه پویا به سال ۱۳۹۲ در پاسخ پرسش علیرضا اکبری، درک و فهم آل احمد از نمایشنامه‌اش را یگانه و نیندیشیده شمرد و داوری در این معنی را به تماشاکنان و خوانندگان نمایشنامه واگذاشت.

## نمایش
قصّه‌ی ماه پنهان نخستین بار در ۱۹ اسفندِ ۱۳۴۳ با غروب در دیاری غریب توسّطِ گروهِ هنر ملّی و به کارگردانیِ عبّاس جوانمرد در سینما تاجِ آبادان به نمایش درآمد. در این نمایش بیضایی مدیرِ صحنه بود و بازیگران عبارت بودند از:
| بازیگر       | نقش   |
| ------------ | ----- |
| حسن خیّاط‌باشی | مرشد  |
| نصرت پرتوی   | دختر  |
| حسین کسبیان  | سیاه  |
| عبّاس جوانمرد | مسافر |

سال ۱۳۴۴ (دوّم و سوّم ژوئنِ ۱۹۶۵) همین گروه همین دو نمایش را در جشنوارهٔ تئاترِ ملل در تماشاخانهٔ سارا برناردِ پاریس نمایش داد. از دیگر نمایش‌های مهمِّ این دو نمایشنامه سپس‌تر در بهارِ ۱۳۵۵ در تالارِ ۲۵ شهریورِ تهران بوده است.

## به زبان‌های دیگر
این نمایشنامه به قلم ژیزل کاپوشینسکی به انگلیسی درآمده و با ترجمهٔ انگلیسی نمایشنامه‌های عروسکی دیگرِ بیضایی و نیز نمایشنامه‌هایی از دیگران در کتابی در امریکا چاپ شده است:
- Beyza'i, Bahram. "The Story of the Hidden Moon." Modern Persian Drama: An Anthology. Translated & introduced by Gisèle Kapuscinski. Lanham: University Press of America. 1987. ISBN 0-8191-6579-4

ترجمهٔ فرانسوی علی‌اصغر سروش از این نمایشنامه هنوز به صورت کتاب منتشر نشده است.